# Christoffer Carlsson
Pour les articles homonymes, voir Carlsson.
Christoffer Carlsson, né en 1986 à Halmstad, en Suède, est un écrivain et criminologue suédois, auteur de roman policier.

## Biographie
Criminologue, il est récompensé par le Young Criminologist Award 2012 décerné par l'European Society of Criminology (en).
En 2013, il est lauréat du prix du meilleur roman policier suédois 2013 pour Le Syndrome du pire (Den osynlige mannen från Salem).

## Œuvre

### Romans

#### SérieLeo Junker
- Den osynlige mannen från Salem (2013) Publié en français sous le titre Le Syndrome du pire, Paris, Ombres noires (2015)  (ISBN 978-2-0813-4791-5) ; réédition, Paris, J'ai lu no 11257 (2016)  (ISBN 978-2-290-12023-1)
- Den fallande detektiven (2014) Publié en français sous le titre Nuit blanche à Stockholm, Paris, Ombres noires (2017)  (ISBN 978-2-0813-3720-6)
- Mästare, väktare, lögnare, vän (2015)
- Den tunna blå linjen (2017)

#### Autres romans
- Fallet Vincent Franke (2010)
- Den enögda kaninen (2011)
- Oktober är den kallaste månaden (2016)
- Järtecken: En roman om ett brott (2019) Publié en français sous le titre Sous les cendres, Paris, Pygmalion (2022)  (ISBN 9782756431840)
- Brinn mig en sol (2021)

### Publications scientifiques
- Unga och våld: en analys av maskulinitet och förebyggande verksamheter. Ungdomsstyrelsen Rapport 2013:1 (coécrit avec Emy Bäcklin et Tove Pettersson) (2013)
- Continuities and Changes in Criminal Careers (2014)
- An Introduction to Life-Course Criminology (coécrit avec Jerzy Sarnecki (sv)) (2016)
- Att lämna våldsbejakande extremism: en kunskapsöversikt (2016)
- Delinquency and Drift Revisited: The Criminology of David Matza and Beyond (coécrit avec Francis T. Cullen, Thomas G. Blomberg et Cheryl Johnson) (2017)

## Prix et distinctions

### Prix
- Young Criminologist Award 2012[1]
- Prix du meilleur roman policier suédois 2013 pour Le Syndrome du pire (Den osynlige mannen från Salem)[2]